# Romulea congoensis
Romulea congoensis là một loài thực vật có hoa trong họ Diên vĩ. Loài này được Bég. miêu tả khoa học đầu tiên năm 1938.